# Francesc Mitjans i Miró
Francesc Mitjans i Miró (Barcelona, 15 de juliol de 1909 - Barcelona, 20 de novembre de 2006) fou un arquitecte i urbanista català, autor de construccions com el Camp Nou o el gratacel del Banc Sabadell Atlántico.
Mitjans va néixer el 15 de juliol de 1909 a Barcelona (Barcelonès). Durant el seu aprenentatge d'arquitectura va haver d'interrompre els seus estudis a causa de la Guerra Civil espanyola. La seva primera obra va ser la seva pròpia casa al carrer d'Amigó on va viure fins a la seva mort, casa que ha estat considerada pionera a Barcelona d'un nou tipus d'habitatge d'arrel racionalista molt difós posteriorment.
Fou membre d'honor de la Reial Acadèmia Catalana de Belles Arts de Sant Jordi.
Morí el 20 de novembre de 2006 a la seva ciutat natal, als 97 anys.

## Obres arquitectòniques seleccionades
- Clínica Soler Roig (1950) al carrer de Copèrnic, 30 de Barcelona.[3][4] Actualment és un edifici d'habitatges.
- Antiga fàbrica Costa Font (1950) al carrer de Freser, 103-127 de Barcelona.[5]
- Edifici CEISA (1952) al carrer de Vallmajor, 26-28 de Barcelona.[6]
- Casa Tòquio (1953) a l'avinguda de Pedralbes, 53 de Barcelona.[7]
- Camp Nou (1957), juntament amb Josep Soteras i Lorenzo García-Barbón. És l'actual estadi del FC Barcelona.[8]
- Edifici Harry Walker (1959) a l'avinguda de Josep Tarradellas, 123-127 de Barcelona.[9]
- Torre Castanyer (1961): Reforma d'aquest palauet romàntic al passeig de St. Gervasi, 5-13 de Barcelona. Hi adpatà l'interior com a residència familiar i feu nova la façana posterior.[10][11]
- Edifici Banc de Sabadell (1969) a l'avinguda Diagonal 407 bis de Barcelona, juntament amb Santiago Balcells, com a seu de l'entitat financera Banco Atlántico, actualment Banc Sabadell.[12]
- Seu de l'empresa La Piara (1984): Reforma d'un edifici del 1918 situat al carrer de Mallorca, 288, de Barcelona, amb l'objectiu d'acollir la seu de La Piara. L'any 2007, l'edifici es transformà en l'Hotel 987 Barcelona.[13]
- Ampliació del Casal de l'Estalvi (1985) a la Via Laietana, 58 de Barcelona, antiga seu central de La Caixa.[14]

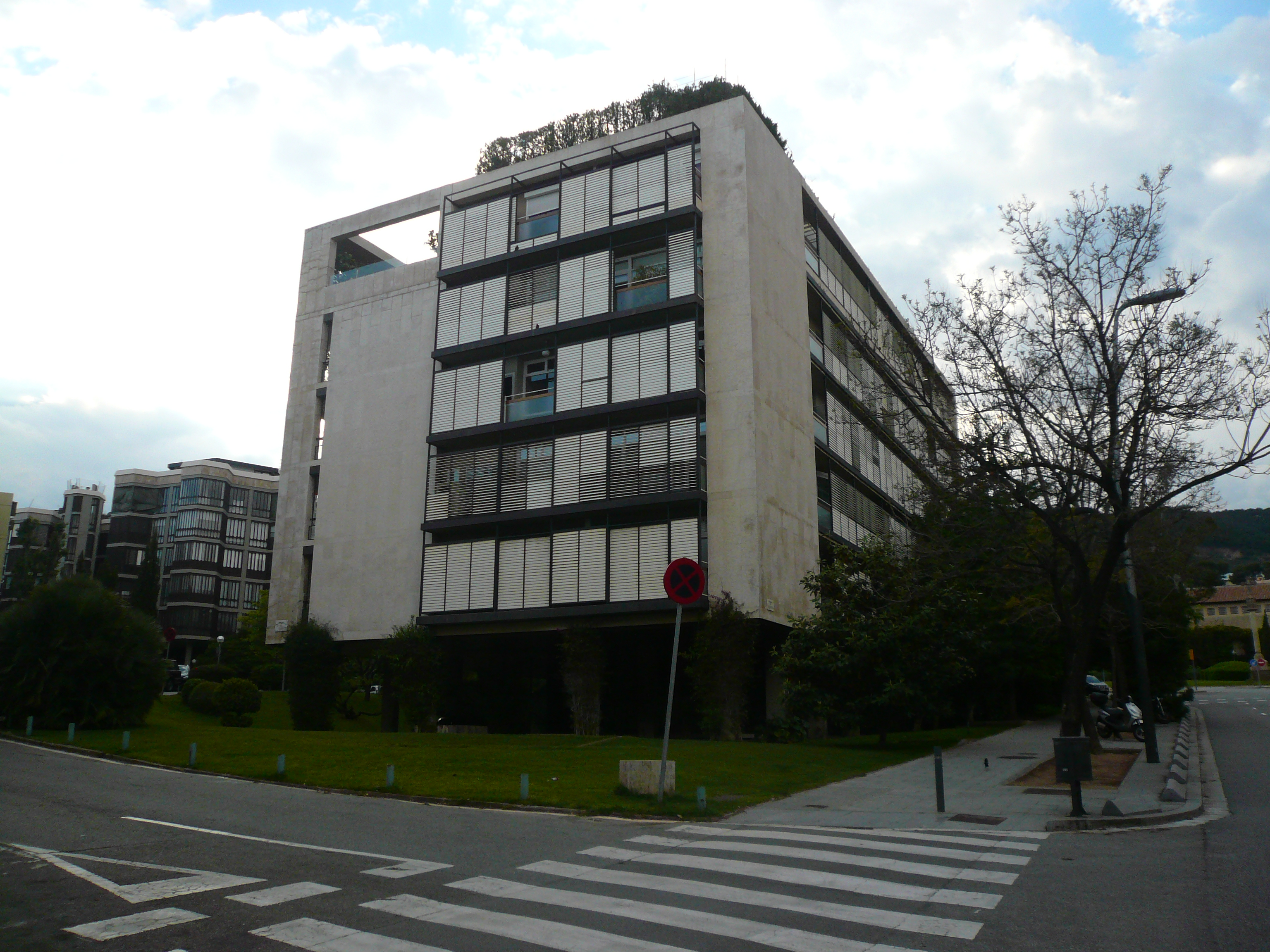
Edifici Tòquio
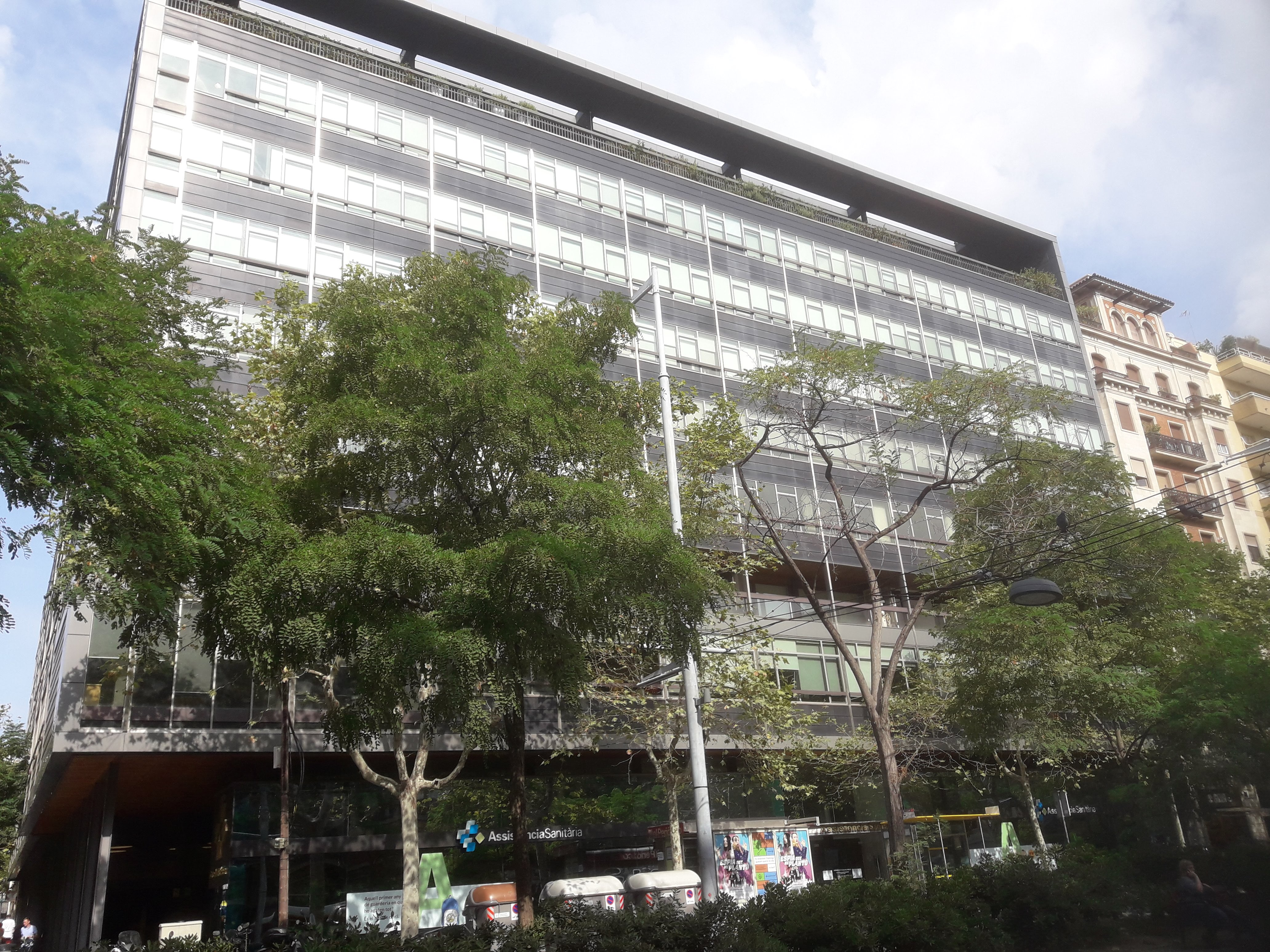
Edifici Harry Walker
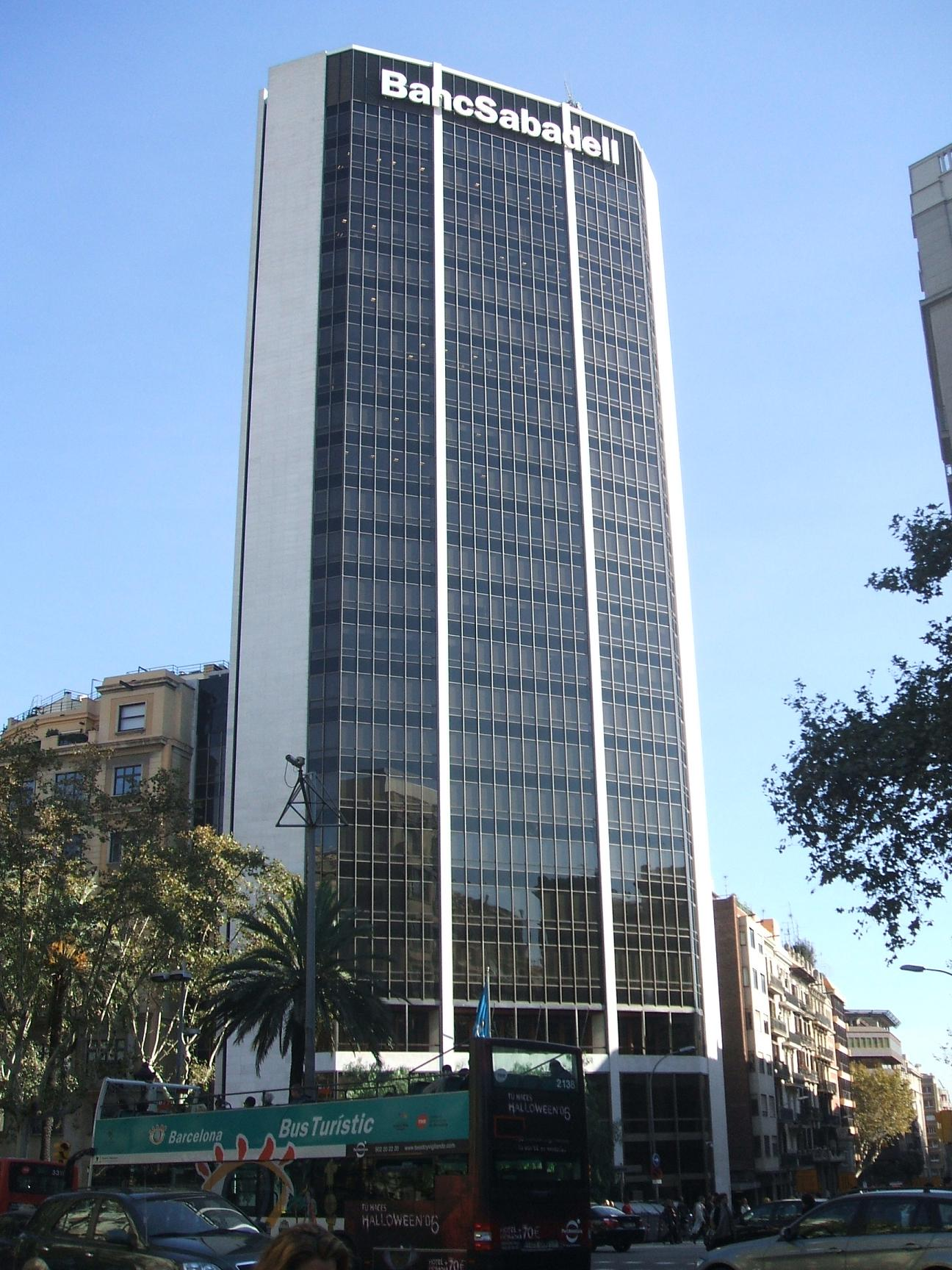
La torre del Banc Sabadell, originalment seu del Banco Atlántico
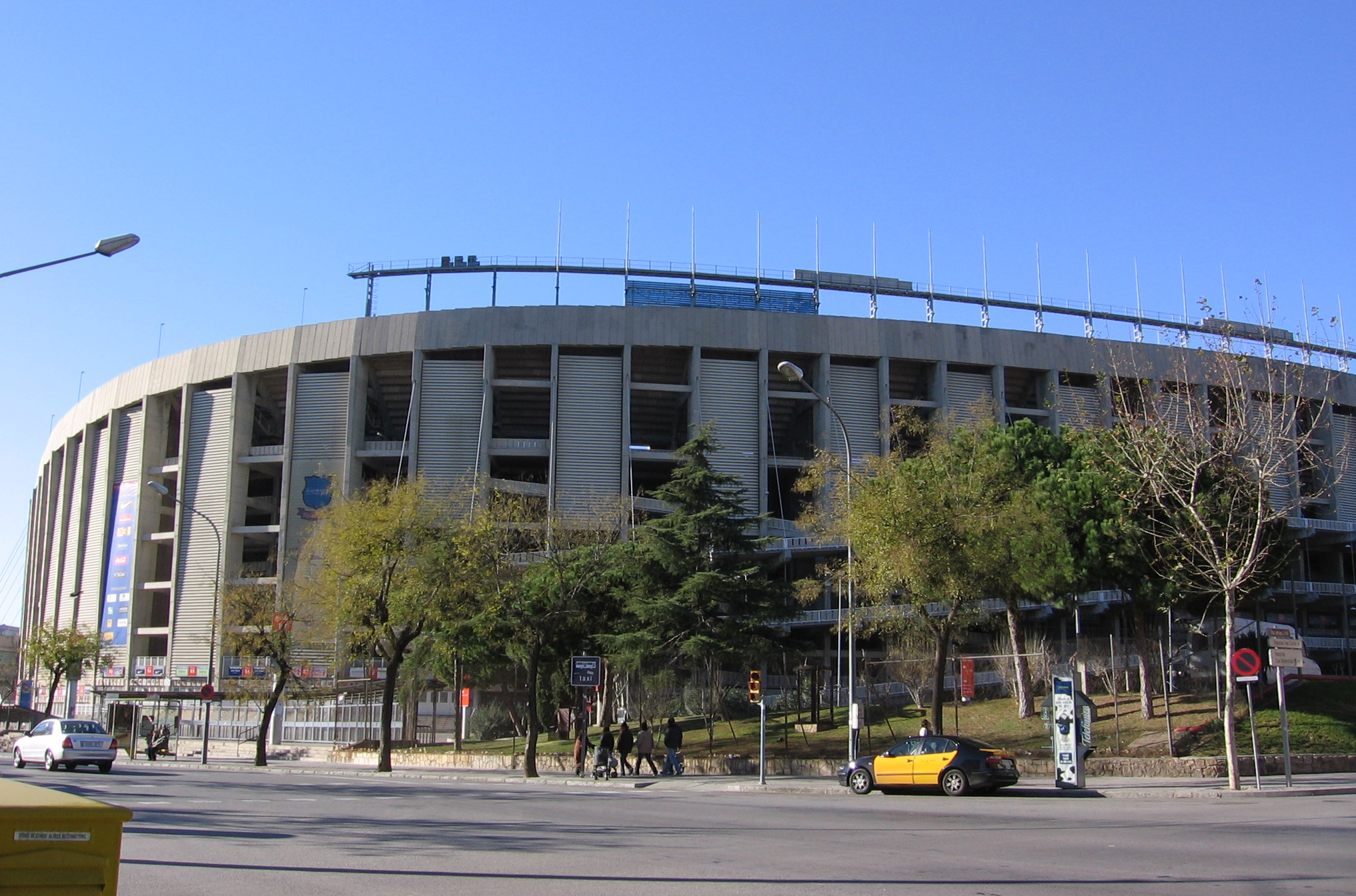
Camp Nou